# Andrej Bajuk
Andrej Bajuk (Lubiana, 18 ottobre 1943 – Lubiana, 16 agosto 2011) è stato un politico sloveno.

## Biografia
Bajuk nacque a Lubiana nel 1943. Dopo appena due anni, la sua famiglia lasciò la Slovenia per rifugiarsi in Austria; in seguito si stabilì a Mendoza, in Argentina.
Si laureò in economia alla Universidad Nacional de Cuyo e conseguì il master all'Università di Chicago e il dottorato all'Università di Berkeley. Dopo aver insegnato in Argentina per un breve periodo, tornò negli Stati Uniti per lavorare alla Banca Mondiale e alla Banca per lo Sviluppo Inter-americano (Inter-American Development Bank o IDB).
Dal 1999 mostrò un crescente interesse verso la Slovenia, dove assunse la leadership della coalizione nata dall'accordo tra i Democratici Cristiani Sloveni (SKD) e il Partito Socialdemocratico Sloveno (SDS).
Il 7 giugno 2000 Andrej Bajuk divenne Primo ministro della Repubblica di Slovenia, guidando il governo fino al 30 novembre. Nel luglio del 2000, l'SLS/SKD votò a favore del sistema elettorale proporzionale, contrariamente a quanto concordato precedentemente; questo portò Bajuk a lasciare il partito e a fondarne uno nuovo, denominato Nuova Slovenia (Nova Slovenija o N.Si).
Alle elezioni del 2004 fu nuovamente eletto al parlamento sloveno, che lasciò dopo essere stato nominato Ministro delle Finanze nel nuovo governo guidato da Janez Janša. Nel 2005 fu proclamato Ministro delle Finanze dell'anno dal giornale The Banker.